# Tell Chuera
Tell Chuera est un site archéologique antique de la Djézireh, en Syrie dans la province de Ar-Raqqa.
Ce site a été fouillé à partir de 1958 par une équipe de l'Université de Berlin dirigée par Anton Moortgat, et ont été poursuivies depuis par d'autres équipes allemandes.

## Période de Halaf
La première phase d'occupation débute au Ve millénaire, durant la période de Halaf, puis Tell Chuera devient un site important au IIIe millénaire av. J.-C., avant d'être abandonné pour des raisons indéterminées vers 2350. Plusieurs bâtiments de cette période ont été mis au jour, notamment deux petits temples in antis qui sont parmi les plus anciens de ce type connus en Syrie, ainsi que des résidences. Parmi les trouvailles artistiques, on compte des statuettes fragmentaires représentant des personnages en posture d'orants, suivant un style typique de l'art sumérien de Basse Mésopotamie de cette période, qui exerce une influence sur les régions de Syrie.

## Période médio-assyrienne
Le site de Chuera est réoccupé dans la seconde moitié du IIe millénaire, à la période du royaume du Mittani (XIVe siècle av. J.-C.), puis il devient un petit centre administratif du royaume médio-assyrien qui prend alors le contrôle de la Djézireh, situé sur une importance voie de communications de sens est-ouest. Cette agglomération est alors nommée Harbe.
La résidence du gouverneur local a été fouillée : d'environ 30 × 30 mètres elle avait une entrée flanquée de deux grandes tours, qui menait à une salle de réception et à la cour avec autour plusieurs petites pièces de construction irrégulière. Il ne s'agit pas d'un palais à proprement parler, plutôt d'un complexe multi-fonctionnel.
Une petite archive de tablettes cunéiformes datées du règne de Tukulti-Ninurta Ier (1245-1208 av. J.-C.) a été mise au jour. Elle indique que le pouvoir assyrien contrôle des exploitations agricoles, dans le contexte d'une mise en valeur de la région. Il emploie notamment des gens de statut servile, capturés à la suite de campagnes militaires et implantés de force dans la région pour travailler dans les exploitations assyriennes.
Ce site est occupé peu de temps et semble abandonné après 1150-1100 av. J.-C.